# Sennesee
Der Sennesee ist ein durch Sandabbau entstandener See südöstlich der Stadt Schloß Holte-Stukenbrock.

## Lage
Der Sennesee befindet sich in der Senne im Osten des Kreises Gütersloh. Das rund 13,5 ha große Gewässer liegt komplett auf dem Gebiet der Stadt Schloß Holte-Stukenbrock. Zusammen mit einem sich westlich anschließenden und nur durch eine Straße vom Hauptsee getrennten rund 4,4 ha großen Gewässer stellt der Sennesee die größte Wasserfläche im Stadtgebiet dar. 
Nur knapp südlich der Seefläche befindet sich der Lauf des Furlbaches, eine direkte Verbindung zu diesem Gewässer besteht jedoch nicht bzw. lediglich über das Grundwasser. Rund 360 Meter südwestlich der Seefläche verläuft die Bundesautobahn 33 und nach weiteren 380 Metern die Stadtgrenze gegen Hövelhof.

## Nutzung
Der Sennesee ist in das Biotopkataster der Landesanstalt für Ökologie, Bodenordnung und Forsten NRW aufgenommen worden und somit nach dem nordrhein-westfälischen Landesnaturschutzgesetz als schutzwürdiges Biotop anzusehen. Aus diesem Grund herrscht im Gewässer Badeverbot sowie ein Verbot zur Nutzung durch den Wassersport. Für den Angelsport ist der Sennesee hingegen freigegeben.

## Fauna
Im Jahr 2005 konnte im Sennesee erstmals der Edelkrebs nachgewiesen werden, seitdem ist eine Vermehrung der in Nordrhein-Westfalen stark gefährdeten Art festzustellen. Das Vorkommen dieser auf sommerwarme, nährstoffreiche Gewässer der Niederung angewiesenen Krebsart ist ein Indikator für die hohe Wasserqualität des Sees. Darüber hinaus finden sich im Sennesee die Fischarten Aal, Barsch, Gründling, Hecht, Karpfen, Schleie, Weißfisch und Zander. Im Gegensatz zum Edelkrebs beruhen diese Arten nicht auf ein natürliches Vorkommen, sondern auf das Ergebnis von Fischbesatz für den Angelsport.
Weiterhin leben im Bereich des Sees und seines Ufers auf Gewässer spezialisierte Vogelarten, unter anderem sind der Eisvogel, der Teichrohrsänger und die Graugans heimisch.